# JAF ECO BREAK 〜Sound For Fresh Air〜
『JAF ECO BREAK 〜Sound For Fresh Air〜』はJFN系列で放送されているラジオ番組。

## 番組概要
- 日本各地の自然を音で辿る紀行番組であり、毎週一つの地域を都道府県単位で紹介する。同時に番組では環境保護の重要性および環境運動を呼び掛ける内容となっている。
- 「SRS Circle SurroundⅡ」というサラウンドシステム（音響技術）が採用されており、このシステムに対応したカーオーディオでは自然の風景が臨場感溢れる音声で聞くことができる[1]。
- 開始当初は日本自動車連盟(JAF)の1社提供で、番組ではJFN系列局からの観光地のおすすめ情報や「JAFMATE」などのJAFからのお知らせも放送していたが、2009年に筆頭スポンサーが外れ、番組タイトルを「ECO BREAK 〜Sound For Fresh Air〜」に変更。CM部分をネットPTになっている。（ファミリーマート、トヨタホームほか）

## 紹介された主な地域
- 香川県 - 小豆島
- 広島県 - 鞆の浦
- 石川県 - 奥能登
- 新潟県 - 佐渡島
- 大分県 - 日豊海岸
- 富山県 - 五箇山

## 放送時間
- JFN36局（FM三重およびKiss-FM KOBEを除く） - 土曜日10:00～10:25（JST）

## 補足
- FM三重およびKiss-FM KOBEでは自社制作番組を放送しているため、この番組は放送されていない。また、遅れネットによる放送も行われない。
- 番組が開始されてから半年以上が経つにもかかわらず、現在もTOKYO FMのホームページにはこの番組の公式サイトが開設されていない（JAFのホームページに番組紹介サイトがある）。ただし、番組の専用メールアドレスは開設されている（2009年1月に開設）。